# Collinder 29
Collinder 29 (Trumpler 2) est un amas ouvert dans la Constellation de Persée.